# Hacket (fleuve)

Le fleuve Hacket  (en anglais : Hacket River ) est un cours d’eau de la West Coast situé dans l’Île du Sud de la Nouvelle-Zélande.

## Géographie
Il prend naissance dans la chaîne de ‘Malcolm Range’ et s’écoule vers le sud-ouest dans la Mer de Tasman  .